# François Barazer de Lannurien
Pour les articles homonymes, voir Barazer de Lannurien.
François Philippe Barazer de Lannurien (plus connu sous le nom de François de Lannurien), né le 22 juillet 1926 dans le 16e arrondissement de Paris et mort le 21 septembre 2006 à Divonne-les-Bains, est un soldat français qui a combattu dans la Waffen-SS (division Charlemagne) au cours de la Seconde Guerre mondiale.

## Biographie

### Le soldat de laDivision Charlemagne
C'est à l'âge de 17 ans que sous l'impulsion de son père, prénommé aussi François et vétéran de la Grande Guerre, sergent au 6e régiment du génie, décoré de la croix de guerre avec 7 palmes et 4 étoiles et de la Légion d'honneur, ordre dont il sera radié ultérieurement, le jeune François s'enrôla dans les rangs des forces armées d'occupation nazies. en juin 1943. Son frère aîné, Henri, a combattu juste avant lui au sein de la Légion des volontaires français, groupe militaire supplétif des armées du IIIe Reich créé par le régime de Vichy. 
Il accompagna en Allemagne les rescapés de la LVF et d'autres corps français engagés aux côtés des armées du régime nazi. Francois de Lannurien (ou de Lurien dans certains ouvrages) était âgé de 18 ans lors de la retraite poméranienne de la « Division Charlemagne ». Dès le début de l'affrontement avec les Soviétiques, Lannurien perdit le contact avec son unité et continua le combat avec un groupe de Panzerjaggers allemands. Capturé près de Kolberg, il s'évada le 10 mars 1945 avec 3 autres soldats et traversa l'Oder à la nage vers Stepenitz sur deux kilomètres. Blessé, il est hospitalisé deux ou trois semaines et demande à l'issue à rejoindre ses camarades de la Waffen-SS, « Division Charlemagne ».
Pleinement et jusqu'au bout engagé au sein des armées du régime dirigé par Adolf Hitler, mais plus pour très longtemps, il fit partie des quelque 300 Français qui réussirent à rallier Berlin pour le dernier combat dans la capitale allemande. Il cessa le combat le 1er mai 1945, quand un bombardement fit écrouler la maison qu'il occupait. Dégagé par le SS-Obersturmführer Wilhem Weber, il fut conduit au poste de secours de Stadtmitte. Pour son action, il reçut la croix de fer de première classe des mains du général Krukenberg,. Il fit partie d'un des groupes tentant une sortie vers l'ouest ; parmi ces personnes se trouvait également le puissant dirigeant nazi criminel de guerre Martin Bormann. L'expérience du combat du Français lui dicta de s'éloigner du char guidant les fuyards. Le blindé fut rapidement atteint, blessant sérieusement le dignitaire nazi. Après avoir vidé son dernier chargeur, Lannurien fut quelques instants plus tard définitivement capturé par une patrouille soviétique. Au cours de son combat au sein de la Waffen-SS, François de Lannurien avait détruit 3 chars soviétiques (dont deux T-34 et un JS-2) au panzerfaust.
Francois de Lannurien, blessé, fut envoyé dans un hôpital soviétique dont il s'évadera. Il quitta ses effets militaires et, nanti de vêtements civils, rejoignit la France avec des travailleurs et prisonniers français libérés. De retour en France, il se cache pendant de nombreux mois pour finalement répondre de ses actes face à la justice de son pays. Il est jugé par un tribunal français pour enfants (étant mineur lors de son engagement) et est seulement condamné à un an de prison avec sursis en 1948. Il doit alors effectuer son service militaire qu'il terminera à l'hôpital après que ses blessures reçues à Berlin se rouvrent.

### Le chasseur d'épaves
François de Lannurien fit fortune en fondant une entreprise spécialisée dans la recherche de vestiges du débarquement, ayant eu auparavant une activité de scaphandrier. Un contrôle fiscal mit fin à cette activité.[réf. nécessaire]

### Le producteur
Francois de Lannurien tenta sa reconversion en tant que producteur de cinéma (productions "FDL"). À son actif :
- Teresa (1970)
- Le Trèfle à cinq feuilles (1972)
- L'Île au trésor (1972)
- Themroc (1973)
- Le Solitaire (1973)
- Le Complot (1973)

En sus, il écrivit des dialogues pour Baba Yaga (1973), et joua un rôle dans le film La Femme écarlate (1968).

### Le directeur d'usine
Dans les années 1980, François de Lannurien était directeur d'une aciérie à Lomé (Togo), tout en remplissant certaines fonctions auprès du général Gnassingbé Eyadema.

### Le patron de l'écurie du Centaure
À l'issue de son épisode africain, François de Lannurien achète un cheval de course à l’hippodrome d'Auteuil. Ses premières victoires lui permettront de créer l'écurie du Centaure constituée d'une soixantaine de pur-sang.
Il fut aussi directeur au Havre d'une Société "P.I.C." (protection industrielle et Chimique).

## Parenté
- Un cousin de Francois de Lannurien, le capitaine Georges Barazer de Lannurien, commandait le bataillon Foch en Slovaquie au sein de la brigade Štefánik (unité méconnue de la résistance française qui combattit en Slovaquie en 1944).

## Récit
François de Lannurien a écrit son autobiographie titrée Le Sublime et la Mort qui couvre la période de sa vie allant de son enfance (succinctement abordée), en passant par son engagement dans la division Charlemagne jusqu'à son aventure de scaphandrier. Il aurait aussi écrit un deuxième livre intitulé Le Centaure, mais l'existence de cet ouvrage n'est pas avérée.